# Flurtjärnen, Norrbotten
Flurtjärnen är en sjö i Luleå kommun i Norrbotten och ingår i Alåns huvudavrinningsområde.